# 埃米特鎮區 (愛荷華州埃米特縣)
埃米特鎮區（英語：Emmet Township）是位於美國愛荷華州埃米特縣的一個行政鎮區。

## 地方資料
根據2010年美國人口普查的數據，埃米特鎮區的面積為73.60平方千米，當中陸地面積為72.78平方千米，而水域面積為0.82平方千米。當地共有人口178人，而人口密度為每平方千米2.42人。